# Emil Kostadinov
Emil Lyubchov Kostadinov (Bulgaars: Емил Любчов Костадинов) (Sofia, 12 augustus 1967) is een voormalig Bulgaarse voetballer, die als aanvaller 70 wedstrijden heeft gespeeld voor het Bulgaars voetbalelftal. Kostadinov wist in zijn interlandcarrière, die verliep van 1988 tot en met 1998, 26 doelpunten te maken.

## Carrière
Emil Kostadinov debuteerde op 17-jarige leeftijd in de hoogste Bulgaarse voetbaldivisie met CSKA Sofia. Hier speelde de jonge Kostadinov 119 wedstrijden alvorens hij naar Portugal vertrok om te voetballen voor FC Porto. Hij werd in Europa pas echt bekend na 17 november 1993. Op die dag scoorde Kostadinov namelijk tweemaal voor het Bulgaars voetbalelftal tegen Frankrijk. Zijn tweede doelpunt, in de negentigste minuut, zorgde ervoor dat Bulgarije de wedstrijd met 1-2 won en daardoor ten koste van Frankrijk naar het Wereldkampioenschap voetbal 1994 ging. Tijdens het WK dat in de Verenigde Staten werd gespeeld, eindigde Kostadinov met zijn team op de vierde plaats en behaalde hiermee het beste resultaat van Bulgarije in internationale voetbaltoernooien.
Na het WK verhuisde Kostadinov naar München om te voetballen voor FC Bayern München. Na één jaar kocht Fenerbahçe SK de Bulgaarse aanvaller. Nadat hij hier één seizoen had gevoetbald en acht doelpunten in competitieverband had gemaakt, zou Kostadinov zijn oude vorm nooit meer behalen. Hij zou later nog onder contract staan bij Club Tigres, CSKA Sofia en 1. FSV Mainz 05, maar bij deze clubs kwam hij slechts bij enkele wedstrijden tot spelen toe.

## Erelijst
- Landskampioen Bulgarije: 1987, 1989 en 1990
- Beker van Bulgarije: 1985, 1987, 1988 en 1989
- Landskampioen Portugal: 1992 en 1993
- Beker van Portugal: 1991
- UEFA Cup: 1996